# فياتشيسلاف جراب
فياتشيسلاف جراب هو لاعب كرة قدم روسي في مركز حراسة المرمى، ولد في 21 سبتمبر 1993 في توبولسك في روسيا. لعب مع نادي أكاديمية تولياتي لكرة القدم.

## وصلات خارجية
- فياتشيسلاف جراب على موقع قاعدة بيانات كرة القدم.إي يو (الإنجليزية)
- فياتشيسلاف جراب على موقع Soccerway.com (الإنجليزية)